# 退磁
退磁（英語：Degaussing），又稱為消磁，是一種減少或消除永久磁鐵剩磁的方式，其英文名稱可能是得名自磁的單位高斯。因為磁滯現象，大多無法將磁場完全降到零；因此退磁一般會引入一個很小的已知磁場，稱為偏移量。消磁可用來減少CRT顯示器的磁場，也用來清除磁儲存元件中的資料。
退磁可以用許多方式進行，包括：
- 加熱到居里溫度以上。
- 將材料放在磁場強度大於矯頑力的反覆變化磁場或反向磁場中。
- 錘打或是撞擊磁性材料。